# Polytrichophora specula
Polytrichophora specula är en tvåvingeart som beskrevs av Wayne N. Mathis och Tadeusz Zatwarnicki 2003. Polytrichophora specula ingår i släktet Polytrichophora och familjen vattenflugor.
Artens utbredningsområde är Seychellerna. Inga underarter finns listade i Catalogue of Life.